# Ichthyomys
Ichthyomys là một chi động vật có vú trong họ Cricetidae, bộ Gặm nhấm. Chi này được Thomas miêu tả năm 1893. Loài điển hình của chi này là Ichthyomys stolzmanni Thomas, 1893.

## Các loài
Chi này gồm các loài: